# Katrán etiopský
Katrán etiopský (Crambe abyssinica, syn. C. hispanica subsp. abyssinica) je jednoletá rostlina pocházející z Etiopské vysočiny a přilehlé středovýchodní Afriky (Keňa, Uganda, Tanzanie), kde vyrůstá do nadmořské výšky 1200 až 2600 m n. m. Odtud se dostal do Středozemí a střední Evropy, severozápadní Afriky a na Blízký východ, kde se původně objevoval na vápenitých a kamenitých svazích co rostlina planě rostoucí a mnohde i jako plevel.
Postupně se katrán etiopský začal pěstovat jako olejnatá plodina, která roste i v poměrně suchém podnebí a poskytuje kvalitní olej hlavně pro technické účely. Byl rozšířen do dalších částí Evropy, Severní Ameriky a Číny. V České republice je považován za příležitostně se vyskytující neofyt.

## Popis
Jednoletá rostlina s lodyhou vysokou 0,5 až 1,5 m a u báze tlustou cca 5 mm, která vyrůstá z vřetenovitého světlého kořene kůlovitého tvaru s mnoha postranními, do stran se rozbíhajícími kořínky. Vzpřímená lodyha s nazpět obrácenými chlupy se od poloviny silně větví v dlouhé, šikmo odstálé podélně rýhované větve, které vyrůstají z paždí listenů.
Variabilní spodní listy s řapíky až 20 cm jsou oboustranně chlupaté, bývají dlouhé 5 až 15 cm, jsou oválné až srdčité, okraje mají nepravidelně zubaté, někdy jsou zpeřené s vejčitými a tupými laloky. Jednoduché lodyžní listy s krátkými řapíky jsou široce vejčité a jen mělce nepravidelně zubaté a jejich listová čepel je u báze rozšířena ve dva úkrojky.
Na koncích větví vyrůstá v řídkých vrcholových hroznovitých květenstvích dlouhých až 40 cm okolo 20 až 50 malých květů. Jsou pravidelné, čtyřčetné, oboupohlavné a rostou na stopkách asi 0,5 cm dlouhých. Žlutozelené eliptické kališní lístky asi 2,5 mm dlouhé jsou vypouklé a po obvodě mají bezbarvý lem. Bílé až světle žluté kopinaté, nehtovitě zúžené korunní lístky uspořádané do kříže jsou asi 4 mm dlouhé, jejich poupata mají fialové špičky.
Šest tyčinek, vnější dvě kratší a vnitřní čtyři delší, měří 2 až 3,5 mm a jejich nitky jsou nafialovělé. Dvoudílný horní semeník soudečkovitého tvaru má pouze v horním segmentu oplodnění schopné vajíčko a na vrcholu má terčovitou bliznu, čnělka chybí. V květech jsou u báze tyčinek nazelenalé nektarové žlázky. Jednotlivé květy se otevírají postupně, od spodu nahoru a od středu do stran, doba kvetení je asi 3 týdny. Opylování je samosprašné nebo cizosprašné, nejčastějšími opylovači jsou včely a čmeláci.
Plody jsou jen slabě pukavé, hnědavě žluté jednosemenné šešule s krátkou stopkou, jsou zralé asi za dva týdny po odkvětu. První uzrálé šešule zůstávají na rostlině většinou neotevřené do doby, než dozrají poslední. Šešule je dvoudílná, spodní drobná část je prázdná, horní kulovitá o průměru 1,5 až 3 mm obsahuje jediné kulovité semeno. Semena jsou drobná, nazelenalá nebo nahnědlá a velmi lehká, HTS bývá průměrně 7 gramů.

## Význam
Semena této olejniny obsahují okolo 35 % oleje. Ten má vysoký podíl, průměrně 56 %, kyseliny erukové, která se řadí ke kardiotoxickým látkám a proto se používá převážně pro technické účely. Pro potravinářství je nepoužitelný, neboť podle „vyhlášky Ministerstva zdravotnictví ČR č. 299/2012 Sb., o obsahu kyseliny erukové v některých potravinách“ oleje určené k lidské spotřebě nesmí jí obsahovat více než 5 %.
Katránového oleje se používá přímo jako biologicky odbouratelného maziva a derivátů kyseliny erukové jako změkčovadel při výrobě plastických hmot, inhibitorů koroze, při výrobě barviv, hydraulických i dielektrických olejů a v kosmetice jako účinné zvláčňovadlo pokožky. Svými vlastnostmi se přibližuje jojobovému oleji.
Vylisované pokrutiny s velkým obsahem bílkovin lze omezeně zkrmovat, v USA je povoleno přidávat do krmiva pro dobytek 5 % z denní dávky. Lze využít i sklizené slámy, kdy vznikne spalné teplo asi 30 GJ/ha. Katránu etiopského je možno použít i k ekonomické fytoremediaci arzénu z půdy, který se váže v listech rostliny.

## Pěstování
Je to rostlina středně náročná na půdu a živiny. Vysévá se v druhé polovině dubna v období, kdy již minuly jarní mrazíky. Mladé rostlinky krátkodobě přežijí i několikahodinový pokles teploty až k -5 °C. Semeno vyklíčí při teplotě nad +10 °C za 1 až 2 týdny, za 14 dnů po vyklíčení již mají rostliny 2 listy a za měsíc 6 listů, do té doby je nutno porost udržovat nezaplevelený. Rostliny pěstované v USA v Severní Dakotě mají vegetační dobu mezi 83 až 95 dny, v ČR ale kolísá mezi 100 až 150 dny v závislosti na poloze, teplotě a vlhkosti.
Pro docílení vysokých výnosů je nejlépe ji vysévat na nezaplevelené, lehké až středně těžké půdy s neutrálním pH a hnojené dusíkatými hnojivy. Je náročná na dostatek slunečního svitu. Vláhu si žádá hlavně v době kvetení, při dozrávání naopak vyhovuje spíše sušší podnebí. Snese poměrné sucho po celou dobu růstu, ale dává pak menší produkci semene i slámy. Při pokusném pěstování v ČR byl v létech 1994 až 2008 dosahován průměrný výnos 1,3 t/ha, což je méně než u ozimé řepky, kde je průměr 2,75 t/ha. V USA se dlouhodobě dociluje obdobné produkce 1,4 t/ha.
Pěstování katránu etiopského je v Evropě ve stadiu pokusů a šlechtění, v USA se na místech s vhodnými podmínkami pěstuje na velkých plochách. V České republice se cíleně neseje, je však považován za perspektivní alternativní rostlinu.